# Yandex.Translate
Yandex.Translate est un service web fourni par Yandex, permettant la traduction automatique de texte ou des pages web d'une langue vers une autre langue. 
Le service utilise un système statistique de traduction automatique par auto-apprentissage, auto-développé. Le système construit un dictionnaire de correspondances, fondées sur l'analyse de millions de textes traduits. Afin de traduire le texte, l'ordinateur compare d'abord le texte traduit à une base de données de mots. L'ordinateur compare ensuite le texte aux modèles de base de la langue, en essayant de déterminer le sens d'une expression dans le contexte du texte.
Il convient de noter que la fonction de traduction obtenue dans les pages de résultats de recherche (sur le bouton « Traduire ») est apparue en 2009 et a été réalisée sur la base de PROMT.
En outre, le traducteur est intégré dans le navigateur Yandex et propose de traduire automatiquement du texte à partir des langues étrangères prise en charge.

## Caractéristiques
Lors du démarrage du traducteur en beta-test au printemps 2011, seulement trois langues étaient disponibles : le russe, l'anglais et l'ukrainien, avec une limite de 10 000 caractères.
En décembre 2015-janvier 2016 Yandex.Translate est disponible en 67 langues.
Le sens de traduction est déterminé automatiquement. La traduction des mots simples, l'ensemble des textes et des pages web individuelles sont possibles. Lorsque vous entrez manuellement le texte, le système affiche une fenêtre pop-up. Il y a la possibilité d'afficher deux fenêtres avec vue sur la traduction et l'original. En plus de la traduction automatique, accessible et complète pour les paires français-russe et russe-anglais. Il existe une application pour les appareils qui fonctionnent sous iOS, Windows Phone et Android. Il est possible d'écouter la prononciation de la traduction et le texte original (voix de synthèse féminine).
Traductions de phrases et les mots peuvent être ajoutées aux favoris — la section est placée en dessous du champ de saisie.
Traduire à partir d'une URL, comme pour d'autres des outils de traduction automatique, a ses limites. Cet outil est destiné à aider le lecteur à comprendre le sens général d'un texte dans une langue étrangère, mais il ne fournit pas de précision de la traduction. Selon le chef de service, Alexei Baitin, la traduction automatique ne peut pas être comparée à un texte littéraire.
En plus de la version gratuite pour les utilisateurs, il existe une API commerciale (gratuit jusqu'à 10 millions de caractères, puis payante), conçue principalement pour l'internationalisation de sites Internet, de boutiques et de compagnies de voyage.
Ses principaux concurrents sont Google Traduction,  Microsoft Traduction et DeepL.